# Horní Slezsko (provincie)
Provincie Horní Slezsko (německy: Provinz Oberschlesien, slezskoněmecky: Provinz Oberschläsing, polsky: Prowincja Górny Śląsk, slezsky: Prowincyje Gůrny Ślůnsk). Region byl po první světové válce rozdělen na dva vládní obvody (Regierungsbezirke) a to Opolský a Katovický.

## Historie

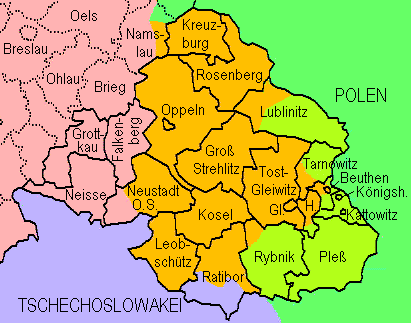
Výsledky plebiscitu

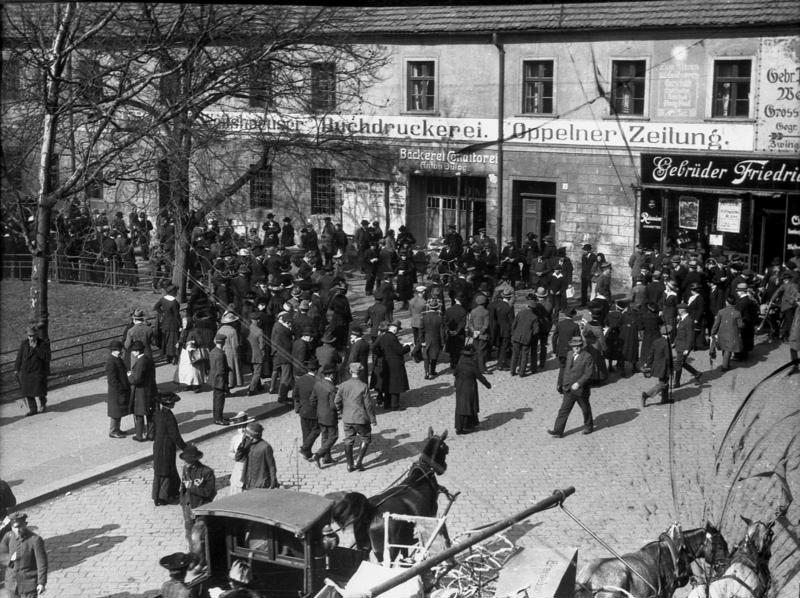
Fotografie zachycující plebiscit v roce 1921

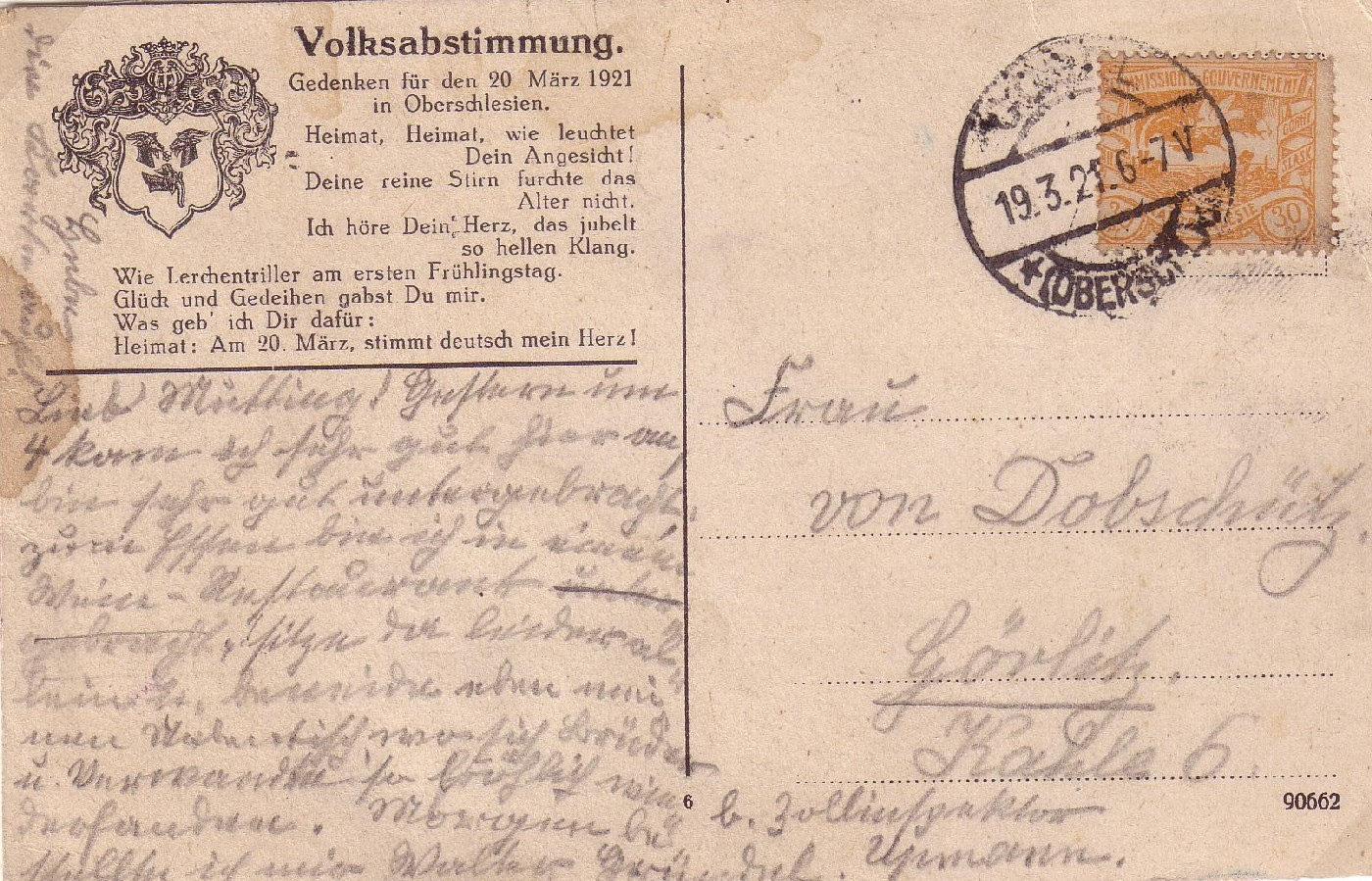
pohled vyzývající lid k hlasování v Horním Slezsku

Provincie Horní Slezsko patřila před i během první světové války k Německu, avšak po prohrané válce si po čase začalo Polsko klást nárok na částečně polsky obydlené území v Horním Slezsku.
V čele s Wojciechem Korfantym chtělo Polsko získat Horní Slezsko, jenže plebiscit, který se uskutečnil ukázal, že obyvatelé chtějí zůstat v Německu. Polsko se však nechtělo jen tak vzdát a tak napadlo Německo v tzv. malé bitvě u Annabergu. Německo bitvu vyhrálo, avšak nakonec východní část Horního Slezska připadla Polsku z důvodu velké polské menšiny. Ve východní části Horního Slezska na začátku 20. let minulého století bylo území etnicky přibližně vyrovnané. V roce 1922 již polský Katovický region (východní část Horního Slezska) dostal autonomní statut a vlastní vládu.
Provincie Horní Slezsko byla v roce 1938 spojena s Dolním Slezskem jako provincie Slezsko. Po napadení Polska v roce 1939 bylo polské Horní Slezsko, včetně Těšínska a průmyslového města Katovice, obsazeno a přidáno do provincie Slezsko. Toto připojené území, také známé jako Východní Horní Slezsko (Ostoberschlesien), se stalo novým regionem: Regierungsbezirk Kattowitz. Na nově zabraném regionu začal teror a represe proti polskému obyvatelstvu. Odsouzeni byli polští aktivisté, politici, novináři i kněží. V této době se sem přestěhovávali němečtí lidé a polští obyvatelé byly přestěhováváni do vlastního Polska (Generálního gouvernementu). Od roku 1939 až do roku 1942 bylo vyhnáno 40 000 Poláků.[zdroj?] Počet vyhnaných Poláků do Polska se postupně zvyšoval. Celkový počet polských obětí v Horním Slezsku je 25 000 lidí (v některých případech se používala i gilotina).[zdroj?]
V roce 1941 byla provincie Slezsko znovu rozdělena na Říšskou župu Dolní Slezsko a na Říšskou župu Horní Slezsko. Katovicím byl udělen statut hlavního města Horního Slezska, který byl odebrán Opolí.
Roku 1945 během druhé světové války bylo Horní Slezsko podrobené Rudou armádou. Poválečná dohoda přiřkla Pruské Slezsko Polsku až na výjimku Hlučínska a Českotěšínska, která se vrátila k Československu, a malého území s centrem ve Zhořelci (Görlitz), jež zůstalo v Německu.

## Obyvatelstvo
Provincie Slezsko mělo 37 013 km2 a 4 846 333 obyvatel (data jsou z května 1939).

## Důležitá města
- Bytom („Beuthen“)
- Królewska Huta („Königshütte“) do roku 1921
- Gliwice („Gleiwitz“)
- Katowice („Kattowitz“) do roku 1921
- Opole („Oppeln“)
- Zabrze („Hindenburg“)
- Racibórz („Ratibor“)

## Oberpräsidenten (vrchní prezidenti)
- 1919–1922: Joseph Bitta (Zentrum)
- 1923–1929: Alfons Proschke (Zentrum)
- 1929–1933: Hans Lukaschek (Zentrum)
- 1933–1934: Helmuth Brückner (NSDAP)
- 1934–1938: Josef Wagner (NSDAP)
- 1938–1941:
- 1941–1945: Fritz Bracht (NSDAP)